# Kill City
Albums par Iggy Pop
Lust for Life
(1977) New Values
(1979)
Albums par James Williamson
Re-Licked
(2014)
Kill City est un album commun au chanteur Iggy Pop et au guitariste James Williamson (tous deux anciens membres des Stooges), enregistré en 1975 et sorti en novembre 1977. 
D'après Iggy Pop, Williamson aurait vendu les bandes du disque à Bomp! Records sans son consentement.[réf. nécessaire]

## Liste des titres
Toutes les chansons sont écrites et composées par Iggy Pop et James Williamson sauf Master Charge, James Williamson et Scott Thurston.
| 1. | Kill City      | 2:20 |
| 2. | Sell Your Love | 3:36 |
| 3. | Beyond the Law | 3:00 |
| 4. | I Got Nothin'  | 3:23 |
| 5. | Johanna        | 3:03 |
| 6. | Night Theme    | 1:20 |

| 7.  | Night Theme (Reprise) | 1:04 |
| 8.  | Consolation Prizes    | 3:17 |
| 9.  | No Sense of Crime     | 3:42 |
| 10. | Lucky Monkeys         | 3:37 |
| 11. | Master Charge         | 4:33 |

## Musiciens
- Iggy Pop : chant
- James Williamson : guitare
- Scott Thurston : claviers, basse (sur Kill City, Beyond the Law, Johanna et Night Theme), chœurs, effets, harmonica
- Brian Glascock : batterie, congas, güiro, percussions africaines, chœurs
- Steve Tranio : basse (sur Sell Your Love, I Got Nothin' et No Sense of Crime)
- Tony Sales : chœurs et basse (sur Lucky Monkeys et Master Charge)
- Hunt Sales : chœurs et batterie (sur Lucky Monkeys et Master Charge)
- John Harden : saxophone
- Gayna : chœurs sur Night Theme